# Áreas protegidas de Tailandia

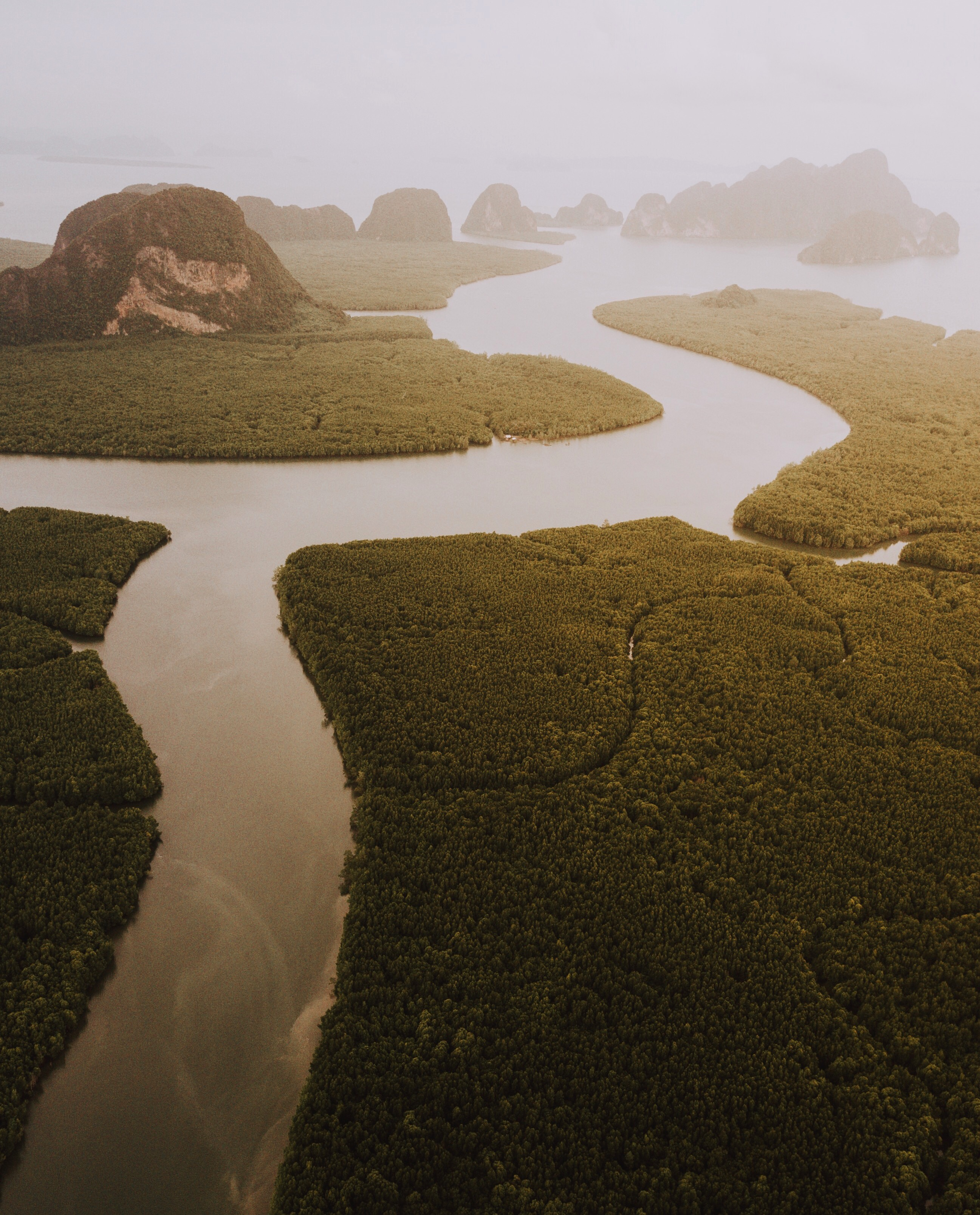
Parque nacional de Ao Phang Nga

Según la IUCN, en Tailandia hay 238 zonas protegidas, que representan 97.391 km², el 18,81% del territorio, y 5,774 km² de áreas marinas, en 1,88% de la superficie del país de 306.891 km². Se dividen en 5 categoría: 120 son parques nacionales (Anexo:Parques nacionales de Tailandia), 24 son parques nacionales marinos, 3 son parques nacionales y patrimonio de la ASEAN (Asociación de Naciones del Sudeste Asiático), 58 son santuarios naturales y 13 son áreas sin caza. De estos, 2 son patrimonio de la humanidad, 4 son reservas de la biosfera y 14 son sitios Ramsar.

## Parques nacionales
En Tailandia hay 120 parques nacionales, a los que se suman 24 parques nacionales marinos.
| - Doi Inthanon - Doi Pha Hom Pok - Doi Suthep–Pui - Huai Nam Dang - Khun Khan - Mae Wang - Op Luang - Pha Daeng - Si Lanna - Doi Luang - Khun Chae - Khlong Lan - Khlong Wang Chao - Mae Wong - Chae Son - Mae Wa - Doi Khun Tan - Mae Ping - Namtok Mae Surin - Salawin - Tham Pla–Namtok Pha Suea - Doi Phu Kha - Khun Nan - Mae Charim - Si Nan - Doi Phu Nang - Mae Puem - Phu Sang | - Khao Kho - Nam Nao - Tat Mok - Namtok Chat Trakan - Phu Hin Rong Kla - Thung Salaeng Luang - Doi Pha Klong - Mae Yom - Wiang Kosai - Ramkhamhaeng - Si Satchanalai - Khun Phawo - Lan Sang - Mae Moei - Taksin Maharat - Lam Nam Nan - Phu Soi Dao - Ton Sak Yai - Ta Phraya - Pa Hin Ngam - Phu Laenkha - Sai Thong - Tat Ton - Nam Phong - Phu Kao–Phu Phan Kham - Phu Pha Man - Phu Wiang - Phu Kradueng - Phu Ruea | - Phu Suan Sai - Phu Pha Thoep - Phu Sa Dok Bua - Phu Langka - Khao Yai - Phu Pha Lek - Phu Pha Yon - Phu Phan - Khao Phra Wihan - Kaeng Tana - Pha Taem - Phu Chong–Na Yoi - Khao Khitchakut - Khao Sip Ha Chan - Namtok Phlio - Chaloem Rattanakosin - Erawan - Khuean Srinagarindra - Lam Khlong Ngu - Sai Yok - Thong Pha Phum - Kaeng Krachan - Thap Lan - Hat Wanakon - Kui Buri - Namtok Huai Yang - Chaloem Phrakiat Thai Prachan - Khao Chamao–Khao Wong | - Khao Laem Ya–Mu Ko Samet - Pang Sida - Namtok Sam Lan - Phu Toei - Namtok Khlong Kaeo - Khao Phanom Bencha - Than Bok Khorani - Khao Luang - Khao Nan - Namtok Yong - Namtok Si Khit - Budo–Su-ngai Padi - Namtok Sai Khao - Khao Lampi–Hat Thai Mueang - Mu Ko Similan - Si Phang-nga - Khao Pu–Khao Ya - Mu Ko Ranong - Namtok Ngao - Mu Ko Phetra - Khao Nam Khang - Kaeng Krung - Khao Sok - Khlong Phanom - Tai Rom Yen - Bang Lang |

#### Parques nacionales marinos
| - Khao Lak–Lam Ru - Had Vanakorn - Mu Ko Lanta - Mu Ko Preta - Khao Lampi–Hat Thai Mueang - Hat Noppharat Thara–Mu Ko Phi Phi - Laem Son - Mu Ko Chang - Hat Chao Mai - Sirinat - Mu Ko Surin - Khao Laem | - Tarutao - Khao Sam Roi Yot - Thale Ban - Mu Ko Ang Thong - Ao Phang-nga - Than Sadet-Ko Pha-ngan - Than Bok Khorani - Mu Ko Chumphon - Lam Nam Kra Buri - Mu Ko Phayam - Hat Khanom–Mu Ko Thale Tai - Ku Pra Thong |

## Patrimonio de la humanidad

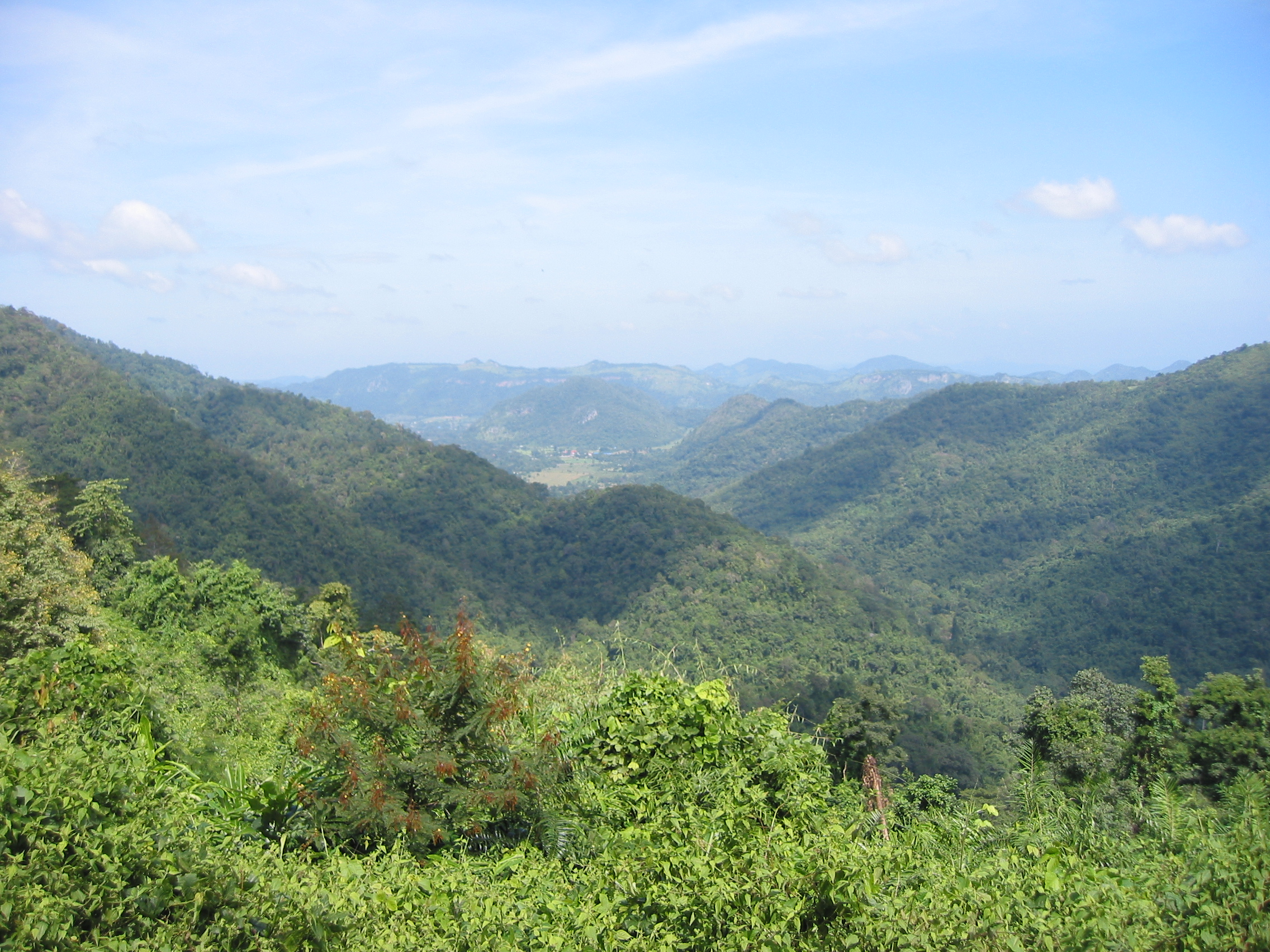
Parque nacional de Khao Yai

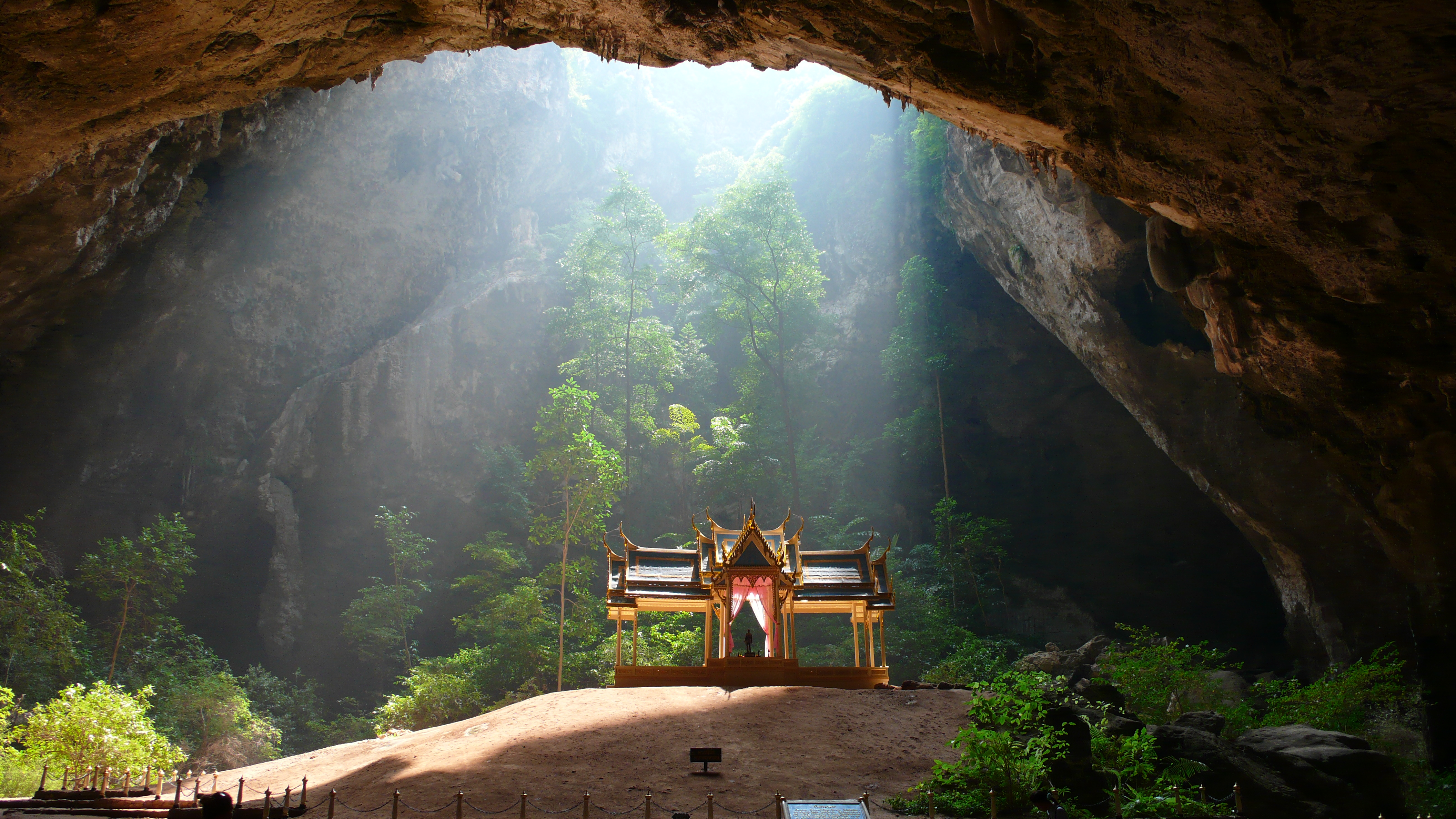
Parque nacional de Khao Sam Roi Yot

- Santuario de fauna de Huai Kha Khaeng. Este santuario de la naturaleza llamado Thungyai-Huai Kha Khaeng por la Unesco, tiene una extensión de 6.222 km² a lo largo de la frontera con Birmania, al oeste del país, en la zona de Kanchanaburi. Está cubierto de bosques tipos del Sudeste Asiático continental y en él abundan los mamíferos, incluidos elefantes y tigres.[2]

- Complejo forestal Dong Phayayen-Khao Yai, 6.155 km². Se trata de una sierra de forma alargada de oeste a este que termina en la frontera con Camboya. Separa la llanura del río Chao Phraya de la Meseta de Khorat, en el nordeste. Incluye zonas protegidas como el Parque nacional de Ta Phraya en el límite con Camboya, el Parque nacional de Thap Lan, el Parque nacional de Pang Sida, el Parque nacional de Phra Phutthachai y la Reserva natural de Dong Yai.[3]

## Reservas de la Biosfera de la UNESCO
- Mae Sa-Kog Ma, en el norte de Tailandia, 421 km².[4]
- Estación de Investigación Medioambiental de Sakaerat, 78,1 km².[5]
- Hauy Tak Teak, 47 km², en el norte de Tailandia. Bosque caduco con teca. Muy poblado, con cerca de 60.000 personas.[6]
- Ranong, 299 km², 300 km², de los que 120 km² son marinos. Estrecha llanura costera con manglares.[7]

## Sitios Ramsar

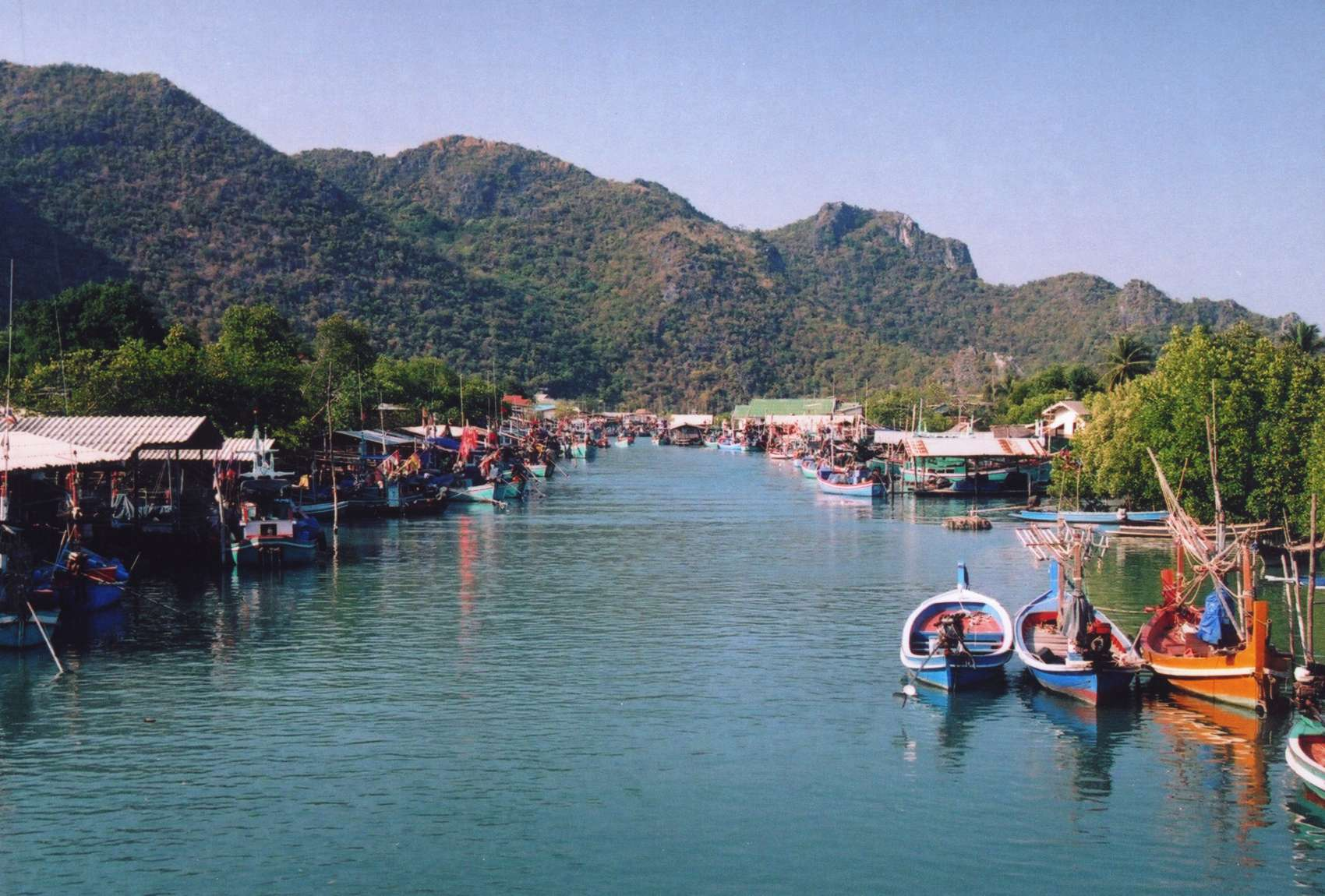
Pueblo de Bang Pu en el Parque nacional de Khao Sam Roi Yot.

En Tailandia hay 14 sitios Ramsar que cuben 3.997 km². la mayor parte están en el Golfo de Tailandia (Anexo:Sitios Ramsar en Tailandia)
- Archipiélago Ko Ra-Ko Phra Thong, 196,5 km², 09°08′N 98°16′E
- Áreas sin caza de Bung Khong Long, 22,14 km², 17°58′N 103°58′E
- Parque nacional marino de la bahía de Pang Nga, 400 km², 08°16′N 98°36′E
- Santuario de la naturaleza Princess Sirindhorn, 201 km², 06°12′N 101°57′E
- Parque nacional marino de Had Chao Mai, 663 km², 07°22′N 99°24′E
- Don Hoi Lot, 875 km², 13°21′N 99°58′E
- Área sin caza de Nong Bong Kai, 434 ha, 20°13′N 100°01′E
- Estuario del río Krabi, 213 km², 07°58′N 98°55′E
- Parque nacional de Mu Ko Ang Thong, 102 km², 09°37′N 99°40′E
- Archipiélago Ko Kra, 374 ha, 08°23′N 100°44′E
- Humedal de Khao Sam Roi Yot, 68,92 km², 12°11′N 100°01′E
- Estuario Kaper, Parque nacional marino Laemson, 1.220 km², 09°36′N 98°39′E
- Humedal de Kut Ting, 22 km², 18°18′N 103°40′E
- Área sin caza de Kuan Ki Sian, 494 ha, 07°49′N 100°07′E